# Udden, Björneborg

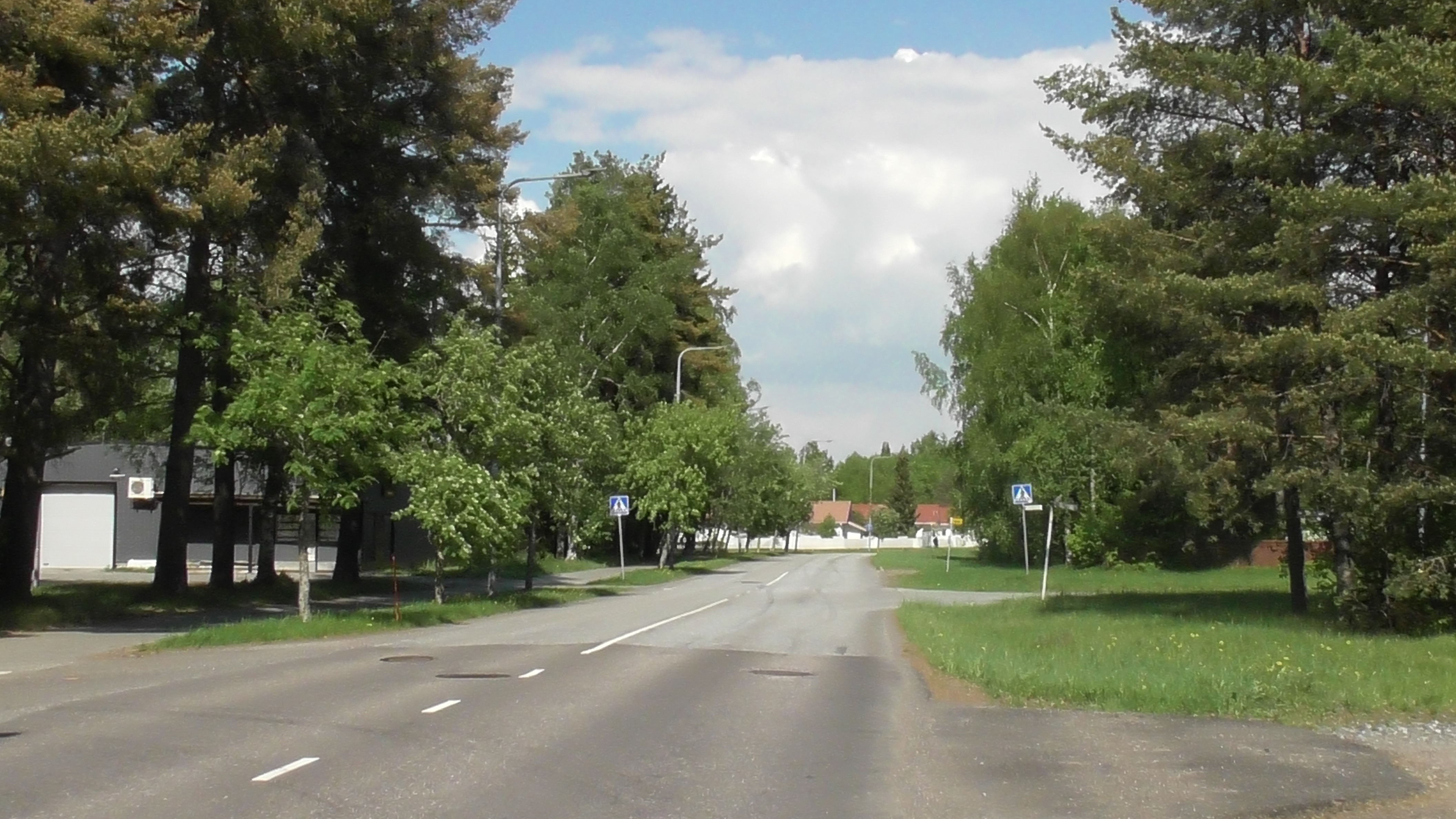
Uddensvägen i Udden.

Udden (finska Uusiniitty) är stadsdel nr. 35 i Björneborg, Finland. De angränsande stadsdelarna är Inderö och Barnöre. Inderö och Udden har ett gemensamt skoldistrikt för lågstadieskolorna. Riksväg 2 eller Mäntyluodontie (svenska "Tallholmsvägen") till hamnarna går genom stadsdelen. Området avgränsas i norr av Uudenniityntie (svenska "Uddens väg") och i söder av Maalaiskunnantie (svenska "Landskommunsvägen"). Björneborgs Skogskyrkogård finns i området. 